# 金堂水库
金堂水库是中国重庆市璧山县境内的一座水库，位于长上干小支流芦花沟上，建于1979年。水库正常库容为770万立方米，集雨面积为20平方千米，海拔为327.6米。